# Inazuma Eleven GO: Licht und Schatten
Inazuma Eleven GO: Licht und Inazuma Eleven GO: Schatten (japanisch イナズマイレブンＧＯ, Inazuma Irebun Gō) ist die Weiterführung des vorherigen Teiles, Inazuma Eleven 3 (japanisch イナズマイレブン３　世界への挑戦！！, Inazuma Irebun Surī Sekai e no Chōsen!!). Es ist ein japanisches Computerspiel des Entwicklers Level-5. Im Rollenspiel geht es um eine Fußballmannschaft, die sich gegen eine Regierung stellt, um den Fußball wieder zu dem zu machen, was er einst war.

## Inhalt
Arion Sherwind kommt an die Raimon Jr. High, um seinen Traum zu erfüllen, in ihrem Fußballclub zu spielen. Als er jedoch ankam und aufgenommen wurde, musste er mit eigenen Augen sehen, dass dort kein normaler Fußball gespielt wird, und jede Fußballmannschaft von dem Konzern Fifth Sector kontrolliert wird. Er und der Rest des Fußballclubs tun sich zusammen um Fifth Sector aufzuhalten.

## Spielmechanik
Der Spieler kann zum einen in der Rolle von Arion Sherwind neue Spieler und Gegner sowie nützliche Items ausfindig machen und dabei die Mannschaft zusammenstellen und ausrüsten. Dabei stehen etwa 1000 spielbare Charaktere zur Auswahl. Zum anderen kann der Spieler die Fußballspiele gegen andere Mannschaften austragen und dabei seine Spieler anordnen und steuern. Dabei können auch besondere Fähigkeiten der Spieler genutzt werden.

## Veröffentlichung
Das von Level-5 für Nintendo 3DS entwickelte Spiel wurde am 15. Dezember 2011 von derselben Firma in Japan veröffentlicht. Nintendo brachte das Spiel am 13. Juni 2014 für den Nintendo 3DS in Europa, und am 18. Juli 2015 in Australien heraus.

## Synchronisation
| Rolle              | Rolle             | Japanischer Sprecher (Seiyū) | Deutscher Sprecher |
| Japanisch          | Deutsch           | Japanischer Sprecher (Seiyū) | Deutscher Sprecher |
| ------------------ | ----------------- | ---------------------------- | ------------------ |
| Tenma Matsukaze    | Arion Sherwind    | Yuka Terasaki                | Luisa Wietzorek    |
| Takuto Shindō      | Riccardo DiRigo   | Mitsuki Saiga                | Benjamin Stöwe     |
| Kyōsuke Tsurugi    | Victor Blade      | Takashi Oohara               | Lion Wasczyk       |
| Shinsuke Nishizono | Jean-Pierre Lapin | Haruka Tomatsu               | Sophia Längert     |
| Mamoru Endō        | Mark Evans        | Junko Takeuchi               | René Dawn-Claude   |

## Rezeption
Laut dem Wertungsaggregator Metacritic erhielt das Spiel gemischte oder durchschnittliche Bewertungen. Laut Maniac.de sei das Spiel sowohl für Fans der Serie, als auch für Neueinsteiger geeignet.

„Rundum verbesserte Technik, neue Figuren und willkommene Detail-Optimierungen zeichnen das erste ‚richtige‘ 3DS-Fußball-RPG aus.“

Dem Nintendo-Spielemagazin ntower zufolge sei das Spiel ein Schritt weiter in die richtige Richtung mit kleinen aber feinen Verbesserungen.